# Kótas (Flórina)
Kótas, en grec moderne : Κώτας, ou Roúlia (Ρούλια), est un village du dème de Préspes, district régional de Flórina, en Macédoine-Occidentale, Grèce. 
Selon le recensement de 2011, la population du village compte 22 habitants.